# 育才路街道 (石嘴山市)
育才路街道，是中华人民共和国宁夏回族自治区石嘴山市惠农区下辖的一个乡镇级行政单位。

## 行政区划
育才路街道下辖以下地区：
庆安社区、桥西社区、育才路社区、水厂社区和新建路社区。